# Leichtathletik-Länderkampf der Männer 1961 Frankreich – BR Deutschland – Belgien – Italien – Niederlande – Schweiz
| 2. Leichtathletik-Länderkampf mit bundesdeutscher Beteiligung 1961                                  | 2. Leichtathletik-Länderkampf mit bundesdeutscher Beteiligung 1961            |               |
| --------------------------------------------------------------------------------------------------- | ----------------------------------------------------------------------------- | ------------- |
| |                                                                               |               |
| Ländervergleich der Männer: Frankreich – BR Deutschland – Belgien – Italien – Niederlande – Schweiz |                                                                               |               |
| Austragungsort                                                                                      | Paris                                                                         |               |
| Wettbewerbe                                                                                         | 22                                                                            |               |
| Datum                                                                                               | 8./9. Juli 1961                                                               |               |
| 1. FRG 2. FRA 3. ITA 4. BEL 5. SUI 6. NLD                                                           | 124,5 Punkte 117,0 Punkte 112,5 Punkte 074,0 Punkte 062,0 Punkte 061,0 Punkte |               |
| Chronik                                                                                             |                                                                               |               |
| ← SUI-FRG-NLD- 00AUT Straß'lauf (M)                                                                 | NLD-FRG (F) →                                                                 | NLD-FRG (F) → |

Im zweiten Vergleich des Länderkampfjahres 1961 gab es wieder einen Sechsländerkampf der Nationen Deutschland, Belgien, Frankreich, Italien, Niederlande und Schweiz, es war der dritte in dieser Konstellation. Gastgeber am 8./9. Juli war die französische Hauptstadt Paris. Die beiden vorangegangenen Begegnungen 1957 in Brüssel und 1959 in Duisburg hatte die Bundesrepublik Deutschland für sich entschieden.

## Wettbewerbe und Modus
Wie schon im letzten Aufeinandertreffen 1959 wurden 22 Wettbewerbe ausgetragen. Zusätzlich zu den in Länderkämpfen üblichen zwanzig Disziplinen standen ein Marathonlauf sowie ein Zehnkampf auf dem Programm. Aus dem olympischen Wettbewerbskatalog fehlten lediglich die beiden Gehdisziplinen. In allen Wettbewerben mit Ausnahme des Marathonlaufs und des Zehnkampfs trat ein Vertreter je Nation an. Im Marathonlauf waren vier Teilnehmer je Land am Start, von denen je drei in die Wertung kamen. Im Zehnkampf war jedes Land mit drei Startern vertreten, deren jeweilige Platzziffersumme den Rang des Landes für die Punktwertung ergab. Die Punkte wurden nach folgendem System vergeben:
- Einzeldisziplinen: Platz 1: 7 P, Pl. 2: 5 P, , Pl. 3: 4 P, …, Pl. 6: 1 P
- Marathonlauf: Pl. 1: 11 P, Pl. 2: 9 P, , Pl. 3: 8 P, …
- Staffeln: Platz 1: 9 P, Pl. 2: 7 P, , Pl. 3: 6 P, …, Pl. 6: 3 P.
- Zehnkampf: Pl. 1: 10 P, Pl. 2: 8 P, , Pl. 3: 7 P, …

## Ergebnis
Die bundesdeutschen Leichtathleten entschieden sieben Disziplinen für sich, außerdem gab es vier zweite Plätze. Mit weiteren guten Platzierungen lag das bundesdeutsche Team damit wie in den ersten beiden Begegnungen vorn und gewann den Vergleich mit 124,5 Punkten. Dahinter folgte mit knapperem Abstand als zuvor das zweitplatzierte Team, diesmal war es Frankreich mit fünf Siegen und 117,0 Punkten vor Italien mit 112,5 Punkten. Die Italiener konnten zwar sechs Disziplinerfolge verbuchen, sammelten jedoch mit ihren weiteren Platzierungen zu wenige Punkte, um noch weiter vorne zu liegen. Zu den mit 74,0 Punkten und zwei Siegen wieder viertplatzierten Belgiern gab es einen größeren Abstand. Auch die Schweiz entschied zwei Wettbewerbe für sich und belegte damit Rang fünf mit 62,0 Punkten. Die Niederlande kam mit ebenfalls zwei Siegen nur einen Punkt hinter der Schweiz wieder auf den sechsten Platz.

## Legende
Kurze Übersicht zur Bedeutung der Symbolik – so üblicherweise auch in sonstigen Veröffentlichungen verwendet:
| DNF   | nicht im Ziel (did not finish) |
| DSQ   | disqualifiziert                |
| k. A. | keine Angabe                   |

## Resultate

### 100 m
| Platz | Athlet             | Land | Zeit (s) |
| ----- | ------------------ | ---- | -------- |
| 1     | Livio Berruti      | ITA  | 10,3     |
| 2     | Jocelyn Delecour   | FRA  | 10,5     |
| 3     | Peter Gamper       | FRG  | 10,6     |
| 4     | Heinz Müller       | SUI  | 10,7     |
| 5     | Hans Smit          | NLD  | 10,7     |
| 6     | Jacques Braconnier | BEL  | 10,9     |

Datum: 8. Juli

### 200 m
| Platz | Athlet           | Land | Zeit (s) |
| ----- | ---------------- | ---- | -------- |
| 1     | Livio Berruti    | ITA  | 20,8     |
| 2     | Jocelyn Delecour | FRA  | 21,0     |
| 3     | Manfred Germar   | FRG  | 21,0     |
| 4     | Nordenhamm       | NLD  | 22,0     |
| 5     | Heinz Müller     | SUI  | 22,1     |
| 6     | Dennewerth       | BEL  | 22,9     |

Datum: 9. Juli

### 400 m
| Platz | Athlet           | Land | Zeit (s) |
| ----- | ---------------- | ---- | -------- |
| 1     | Johannes Kaiser  | FRG  | 46,6     |
| 2     | Hansruedi Bruder | SUI  | 46,6     |
| 3     | Mario Fraschini  | ITA  | 47,3     |
| 4     | Louis Declerck   | BEL  | 47,8     |
| 5     | Jan van Uden     | NLD  | 49,5     |
| DSQ   | Pierre Haarhoff  | FRA  |          |

Datum: 9. Juli

### 800 m
| Platz | Athlet        | Land | Zeit (min) |
| ----- | ------------- | ---- | ---------- |
| 1     | Roger Moens   | BEL  | 1:50,3     |
| 2     | Paul Schmidt  | FRG  | 1:50,6     |
| 3     | Michel Jazy   | FRA  | 1:51,5     |
| 4     | Franz Bucheli | SUI  | 1:51,8     |
| 5     | Spinozzi      | ITA  | 1:52,7     |
| 6     | Aad Steylen   | NLD  | 1:54,2     |

Datum: 8. Juli

### 1500 m
| Platz | Athlet           | Land | Zeit (min) |
| ----- | ---------------- | ---- | ---------- |
| 1     | Michel Bernard   | FRA  | 3:45,8     |
| 2     | Roger Verheuen   | BEL  | 3:45,9     |
| 3     | Harry Janssen    | NLD  | 3:49,8     |
| 4     | Alfredo Rizzo    | ITA  | 3:50,6     |
| 5     | Klaus Ostach     | FRG  | 3:50,6     |
| 6     | Walter Vonwiller | SUI  | 3:51,2     |

Datum: 8. Juli

### 5000 m
| Platz | Athlet           | Land | Zeit (min) |
| ----- | ---------------- | ---- | ---------- |
| 1     | Horst Flosbach   | FRG  | 14:21,4    |
| 2     | Robert Bogey     | FRA  | 14:21,8    |
| 3     | Eugène Allonsius | BEL  | 14:23,2    |
| 4     | Antonio Ambu     | ITA  | 14:39,4    |
| 5     | Hein Cujé        | NLD  | 14:48,0    |
| 6     | Edgar Friedli    | SUI  | 15:19,0    |

Datum: 8. Juli

### 10.000 m
| Platz | Athlet           | Land | Zeit (min) |
| ----- | ---------------- | ---- | ---------- |
| 1     | Roland Watschke  | FRG  | 30:17,4    |
| 2     | Hamoud Ameur     | FRA  | 30:18,0    |
| 3     | Franco Antonelli | ITA  | 30:32,4    |
| 4     | Louis Van Praet  | BEL  | 30:45,6    |
| 5     | Frans Kunen      | NLD  | 30:52,4    |
| 6     | Yves Jeannotat   | SUI  | 31:22,0    |

Datum: 9. Juli

### Marathon
| Platz | Athlet                 | Land | Zeit (min)        |
| ----- | ---------------------- | ---- | ----------------- |
| 01    | Aurèle Vandendriessche | BEL  | 2:26:55           |
| 02    | Paul Genève            | FRA  | 2:33:23           |
| 03    | Edoardo Righi          | ITA  | 2:33:53           |
| 04    | Lothar Reinshagen      | FRG  | 2:34:30           |
| 05    | Heinrich Arians        | FRG  | 2:36:26           |
| 06    | Werner Zylka           | FRG  | 2:37:29           |
| 07    | Guido Vögele           | SUI  | 2:38:43           |
| 08    | Bucolo                 | ITA  | 2:41:56           |
| 09    | Arthur Wittwer         | SUI  | 2:42:12           |
| 10    | D. Kluivers            | NLD  | 2:43:14           |
| 11    | Henry Le Noay          | FRA  | 2:43:50           |
| 12    | Gerard Kluivers        | NLD  | 2:45:03           |
| 13    | Joop Frederiks         | NLD  | 2:46:33           |
| 14    | Vantinghem             | BEL  | 2:48:29           |
| 15    | Francesco Perrone      | ITA  | 2:49:17           |
| 16    | Simone Saenen          | BEL  | 2:52:37           |
| 17    | Dewolf                 | BEL  | 2:57:33           |
| 18    | Rino Lavelli           | ITA  | 2:58:52           |
| 19    | Gabriel Igier          | FRA  | 2:59:59           |
| 20    | Meyer                  | SUI  | 3:00:23           |
| 21    | Suter                  | SUI  | k. A.             |
| DNF   | Fons Veldhuizen        | NLD  | Aufgabe bei 15 km |
| DNF   | Wilhelm Gandler        | FRG  | Aufgabe bei 25 km |
| DNF   | Alain Mimoun           | FRA  | Aufgabe bei 32 km |

Datum: 9. Juli

### 110 m Hürden
| Platz | Athlet            | Land | Zeit (s) |
| ----- | ----------------- | ---- | -------- |
| 1     | Nereo Svara       | ITA  | 14,4     |
| 2     | Michel Chardel    | FRA  | 14,4     |
| 3     | Walter Pensberger | FRG  | 14,5     |
| 4     | Jacques Cornet    | BEL  | 14,8     |
| 5     | Peter Nederhand   | NLD  | 14,9     |
| 6     | Heinrich Staub    | SUI  | 15,6     |

Datum: 8. Juli

### 400 m Hürden
| Platz | Athlet            | Land | Zeit (s) |
| ----- | ----------------- | ---- | -------- |
| 1     | Salvatore Morale  | ITA  | 50,5     |
| 2     | Helmut Janz       | FRG  | 50,7     |
| 3     | Claude Pellier    | FRA  | 52,3     |
| 4     | Marcel Lambrechts | BEL  | 53,1     |
| 5     | Walter Bickel     | SUI  | 53,6     |
| 6     | Peter Nederhand   | NLD  | 57,5     |

Datum: 8. Juli

### 3000 m Hindernis
| Platz | Athlet                | Land | Zeit (min) |
| ----- | --------------------- | ---- | ---------- |
| 1     | Wilhelm-Rüdiger Böhme | FRG  | 8:58,4     |
| 2     | Gaston Roelants       | BEL  | 9:05,6     |
| 3     | Guy Texereau          | FRA  | 9:09,2     |
| 4     | Hein Cujé             | NLD  | 9:10,8     |
| 5     | Gianfranco Sommaggio  | ITA  | 9:12,4     |
| 6     | Walter Kammermann     | SUI  | 9:20,4     |

Datum: 9. Juli

### 4 × 100 m Staffel
| Platz | Besetzung      | Land                                                      | Zeit (s) |
| ----- | -------------- | --------------------------------------------------------- | -------- |
| 1     | Frankreich     | Michel Couly Guy Lagorce Claude Piquemal Jocelyn Delecour | 40,4     |
| 2     | Italien        | Armando Sardi Sisli Livio Berruti Giorgio Mazza           | 40,5     |
| 3     | BR Deutschland | Edmund Burg Peter Gamper Klaus Ulonska Alfred Hebauf      | 40,9     |
| 4     | Schweiz        | Ruedi Oegerli Riesen Hansruedi Bruder Heinz Müller        | 41,7     |
| 5     | Belgien        | Frank Roos Jacques Braconnier Dennewerth Larcier          | 41,9     |
| DSQ   | Niederlande    | k. A.                                                     |          |

Datum: 8. Juli

### 4 × 400 m Staffel
| Platz | Besetzung      | Land                                                             | Zeit (min) |
| ----- | -------------- | ---------------------------------------------------------------- | ---------- |
| 1     | BR Deutschland | Jörg Balke Otto Klappert Hans-Joachim Reske Johannes Kaiser      | 3:10,9     |
| 2     | Italien        | Bruno Bianchi Vittorio Barberis Salvatore Morale Mario Fraschini | 3:11,0     |
| 3     | Frankreich     | Vercammen Jean Bertozzi Gilbert Lundt Pierre Haarhoff            | 3:11,6     |
| 4     | Schweiz        | Tellenbach Theillier Bovet Hansruedi Bruder                      | 3:11,8     |
| 5     | Belgien        | Jarry Roger Moens Marcel Lambrechts Louis Declerck               | 3:12,6     |
| 6     | Niederlande    | Rob van den Knapp Fred Moerman Piet Kortleve Jan van Uden        | 3:18,7     |

Datum: 9. Juli

### Hochsprung
| Platz | Athlet             | Land | Höhe (m) |
| ----- | ------------------ | ---- | -------- |
| 1     | Mahamat Idriss     | FRA  | 2,04     |
| 2     | René Maurer        | SUI  | 1,95     |
| 3     | Charles Timmermans | BEL  | 1,90     |
| 4     | Peter Riebensahm   | FRG  | 1,90     |
| 4     | Raimondo Tauro     | ITA  | 1,90     |
| 6     | Harry van Kleef    | NLD  | 1,80     |

Datum: 9. Juli

### Stabhochsprung
| Platz | Athlet            | Land | Höhe (m) |
| ----- | ----------------- | ---- | -------- |
| 1     | Klaus Lehnertz    | FRG  | 4,40     |
| 2     | Gérard Barras     | SUI  | 4,40     |
| 3     | Bernard Balastre  | FRA  | 4,10     |
| 4     | Raymond Van Dijck | BEL  | 4,00     |
| 5     | Amaldo Ghezzi     | ITA  | 4,00     |
| 6     | Servee Wijsen     | NLD  | 3,90     |

Datum: 8. Juli

### Weitsprung
| Platz | Athlet           | Land | Weite (m) |
| ----- | ---------------- | ---- | --------- |
| 1     | Alain Veron      | FRA  | 7,50      |
| 2     | Gerard Weisscher | NLD  | 7,21      |
| 3     | Wolfgang Klein   | FRG  | 7,19      |
| 4     | Jean Debroux     | ITA  | 7,03      |
| 5     | Canova           | BEL  | 6,78      |
| 6     | Gustav Schlosser | SUI  | 6,75      |

Datum: 8. Juli

### Dreisprung
| Platz | Athlet          | Land | Weite (m) |
| ----- | --------------- | ---- | --------- |
| 1     | Enzo Cavalli    | ITA  | 15,72     |
| 2     | Pierre William  | FRA  | 15,20     |
| 3     | Ingo Schönewolf | FRG  | 14,57     |
| 4     | Henk Evers      | NLD  | 14,32     |
| 5     | André Bänteli   | SUI  | 14,04     |
| 6     | Jacques Septon  | BEL  | 13,55     |

Datum: 9. Juli

### Kugelstoßen
| Platz | Athlet            | Land | Weite (m) |
| ----- | ----------------- | ---- | --------- |
| 1     | Silvano Meconi    | ITA  | 18,62     |
| 2     | Dietrich Urbach   | FRG  | 17,41     |
| 3     | Francis Delecourt | FRA  | 15,87     |
| 4     | Bruno Graf        | SUI  | 15,86     |
| 5     | Edouard Szostak   | BEL  | 15,44     |
| 6     | Jelle Doornbosch  | NLD  | 11,57     |

Datum: 9. Juli
Jelle Doornbosch führte verletzungsbedingt nur einen Versuch aus.

### Diskuswurf
| Platz | Athlet          | Land | Weite (m) |
| ----- | --------------- | ---- | --------- |
| 1     | Cornelis Koch   | NLD  | 54,20     |
| 2     | Pierre Alard    | FRA  | 53,69     |
| 3     | Carmelo Rado    | ITA  | 50,47     |
| 4     | Jens Reimers    | FRG  | 49,37     |
| 5     | Edouard Szostak | BEL  | 47,63     |
| 6     | Mathias Mehr    | SUI  | 47,33     |

Datum: 9. Juli

### Hammerwurf
| Platz | Athlet         | Land | Weite (m) |
| ----- | -------------- | ---- | --------- |
| 1     | Hans Fahsl     | FRG  | 61,32     |
| 2     | Manlio Cristin | ITA  | 58,19     |
| 3     | Guy Husson     | FRA  | 57,88     |
| 4     | Hansruedi Jost | SUI  | 55,06     |
| 5     | Henry Haest    | BEL  | 50,08     |
| 6     | Jan Romani     | NLD  | 49,55     |

Datum: 9. Juli

### Speerwurf
| Platz | Athlet               | Land | Weite (m) |
| ----- | -------------------- | ---- | --------- |
| 1     | Michel Macquet       | FRA  | 77,93     |
| 2     | Carlo Lievore        | ITA  | 76,47     |
| 3     | Hermann Salomon      | FRG  | 70,13     |
| 4     | Frans van der Heyden | NLD  | 63,08     |
| 5     | Marcel Knudsen       | BEL  | 61,93     |
| 6     | Urs von Wartburg     | SUI  | 59,76     |

Datum: 9. Juli

### Zehnkampf
| Platz | Name                 | Nation | Punkte | 100 m  | Weit- sprung | Kugel- stoßen                         | Hoch- sprung                          | 400 m                                 | 110 m Hürden                          | Diskus- wurf                          | Stabhoch- sprung                      | Speer- wurf                           | 1500 m                                |
| ----- | -------------------- | ------ | ------ | ------ | ------------ | ------------------------------------- | ------------------------------------- | ------------------------------------- | ------------------------------------- | ------------------------------------- | ------------------------------------- | ------------------------------------- | ------------------------------------- |
| 1     | Eef Kamerbeek        | NLD    | 7076   | 11,3 s | 6,81 m       | 14,22 m                               | 1,75 m                                | 50,8 s                                | 14,6 s                                | 45,99 m                               | 3,70 m                                | 57,36 m                               | 5:00,4 min                            |
| 2     | Wolfgang Heise       | FRG    | 7009   | 11,2 s | 6,81 m       | 12,80 m                               | 1,75 m                                | 49,1 s                                | 15,2 s                                | 37,69 m                               | 3,80 m                                | 56,48 m                               | 4:28,4 min                            |
| 3     | Werner von Moltke    | FRG    | 6817   | 11,3 s | 6,82 m       | 14,36 m                               | 1,70 m                                | 49,1 s                                | 15,1 s                                | 44,53 m                               | 4,00 m                                | 53,80 m                               | 5:06,6 min                            |
| 4     | Willi Holdorf        | FRG    | 6749   | 10,9 s | 6,41 m       | 13,09 m                               | 1,70 m                                | 48,8 s                                | 15,3 s                                | 46,86 m                               | 3,40 m                                | 48,82 m                               | 4:48,0 min                            |
| 5     | Franco Sar           | ITA    | 6577   | 11,4 s | 5,28 m       | 14,12 m                               | 1,75 m                                | 52,3 s                                | 14,8 s                                | 46,40 m                               | 3,80 m                                | 53,55 m                               | 5:24,4 min                            |
| 6     | Herman Timme         | NLD    | 6406   | 11,3 s | 6,81 m       | 13,98 m                               | 1,83 m                                | 51,0 s                                | 15,2 s                                | 38,67 m                               | 3,40 m                                | 49,93 m                               | 5:14,4 min                            |
| 7     | René Monneret        | FRA    | 6114   | 11,4 s | 6,44 m       | 11,81 m                               | 1,86 m                                | 53,9 s                                | 15,8 s                                | 33,49 m                               | 4,05 m                                | 58,66 m                               | 5:16,73 min                           |
| 8     | Mario Piccolo        | ITA    | 6031   | 11,3 s | 6,61 m       | 13,47 m                               | 1,70 m                                | 51,0 s                                | 17,2 s                                | 39,09 m                               | 3,20 m                                | 60,04 m                               | 4:56,7 min                            |
| 9     | Werner Aepli         | SUI    | 5984   | 11,6 s | 6,9ß m       | 13,39 m                               | 1,75 m                                | 51,3 s                                | 15,9 s                                | 36,58 m                               | 3,00 m                                | 49,16 m                               | 4:46,2 min                            |
| 10    | Leopold Marien       | BEL    | 5919   | 11,6 s | 6,47 m       | 11,67 m                               | 1,65 m                                | 51,4 s                                | 14,9 s                                | 36,75 m                               | 3,40 m                                | 46,10 m                               | 4:45,9 min                            |
| 11    | Georges Salmon       | BEL    | 5905   | 11,3 s | 7,27 m       | 11,11 m                               | 1,75 m                                | 52,4 s                                | 15,2 s                                | 30,88 m                               | 3,20 m                                | 45,71 m                               | 4:51,9 min                            |
| 12    | Jelle Doornbosch     | NLD    | 5878   | 11,6 s | 6,32 m       | 13,70 m                               | 1,70 m                                | 51,8 s                                | 16,4 s                                | 37,34 m                               | 3,20 m                                | 54,99 m                               | 4:46,2 min                            |
| 13    | Jean-Jacques Derbise | FRA    | 5670   | k. A.  | k. A.        | k. A.                                 | k. A.                                 | k. A.                                 | k. A.                                 | k. A.                                 | k. A.                                 | k. A.                                 | k. A.                                 |
| 14    | Giancarlo Medesani   | ITA    | 5647   | k. A.  | k. A.        | k. A.                                 | k. A.                                 | k. A.                                 | k. A.                                 | k. A.                                 | k. A.                                 | k. A.                                 | k. A.                                 |
| 15    | Henri Jaspers        | BEL    | 5609   | k. A.  | k. A.        | k. A.                                 | k. A.                                 | k. A.                                 | k. A.                                 | k. A.                                 | k. A.                                 | k. A.                                 | k. A.                                 |
| 16    | Marcel Duriez        | FRA    | 5604   | k. A.  | k. A.        | k. A.                                 | k. A.                                 | k. A.                                 | k. A.                                 | k. A.                                 | k. A.                                 | k. A.                                 | k. A.                                 |
| 17    | Werner Duttweiler    | SUI    | 4968   | k. A.  | k. A.        | k. A.                                 | k. A.                                 | k. A.                                 | k. A.                                 | k. A.                                 | k. A.                                 | k. A.                                 | k. A.                                 |
| DNF   | Urs von Wartburg     | SUI    |        | k. A.  | k. A.        | Wettkampf nach dem Weitsprung beendet | Wettkampf nach dem Weitsprung beendet | Wettkampf nach dem Weitsprung beendet | Wettkampf nach dem Weitsprung beendet | Wettkampf nach dem Weitsprung beendet | Wettkampf nach dem Weitsprung beendet | Wettkampf nach dem Weitsprung beendet | Wettkampf nach dem Weitsprung beendet |

Datum: 8./9. Juli